# Trass
Trass är en jordart, ibland tät, ibland porös, och bildar en smutsgul massa som till övervägande del består av pimpstensstycken samt innehåller brottstycken av trakyt, lerskiffer med mera.

## Egenskaper
Trass har latenta hydrauliska egenskaper, vilket betyder att den binder hydrauliskt med fri kalk, vare sig denna ingår i murbrukskalk eller brunnen cement.
Trasstillsats verkar tätande på betong och används ofta vid byggnad av vattentäta betongkonstruktioner.
I början då betongen hårdnar verkar trass närmast som magringsmedel och sätter ned betongens hållfasthet till en början, medan den under de långsamt framskridande processerna mellan fri kalk och trassens reaktionskraftiga aluminiumsilikat verkar som ett murbruksämne.

## Förekomst och användning
Trass förekommer i omgivningarna av Laachersjön och Andernach i Rhenområdet och används som tillsats till cement, trasscement.
Blandat med kalk och sand eller cement används det, särskilt i Nederländerna, för hydrauliska konstruktioner, medan de kompakta sorterna har använts som byggnadsmaterial och sten för murning av ugnar.